# Kuno Leonhardt
Kuno Leonhardt (* 11. Dezember 1848 in Klütz; † 8. August 1931 in Meiningen) war Landtagsabgeordneter im Freistaat Sachsen-Meiningen und Handwerkerfunktionär.
Kuno Leonhardt wurde als Sohn eines Handwerkermeisters geboren. Nach einer Lehre und Gesellenzeit als Tischler wurde er Wandergeselle und leistet den Militärdienst. Ab 1874 war er in Meiningen ansässig, wo er 1882 bis 1900 als Tischlermeister arbeitete. Zwischen 1900 und 1930 war er 1. Vorsitzender der Meininger Handwerkskammer.
Zwischen 1919 und 1920 war er für die DNVP/Bürgervereinigung Mitglied und Alterspräsident des Landtages von Sachsen-Meiningen. Nach dem Zusammenschluss zum Land Thüringen blieb er bis 1920 Abgeordneter in der Gebietsvertretung.
| Personendaten    | Personendaten                                                                |
| ---------------- | ---------------------------------------------------------------------------- |
| NAME             | Leonhardt, Kuno                                                              |
| KURZBESCHREIBUNG | Landtagsabgeordneter im Freistaat Sachsen-Meiningen und Handwerkerfunktionär |
| GEBURTSDATUM     | 11. Dezember 1848                                                            |
| GEBURTSORT       | Klütz                                                                        |
| STERBEDATUM      | 8. August 1931                                                               |
| STERBEORT        | Meiningen                                                                    |